# Британска Девичанска Острва на Светском првенству у атлетици у дворани 2016.
Британска Девичанска Острва су учествовала на 16. Светском првенству у атлетици у дворани 2016. одржаном у Портланду (САД) од 17. до 20. марта. Репрезентацију Британских Девичанских Острва, на њиховом петом учешћу на светским првенствима у дворани, представљале су две атлетичарке, која се такмичила у две спринтерске дисцуиплине.
На овом првенству Британска Девичанска Острва нису освојили ниједну медаљу нити је оборен неки рекорд.

## Учесници
Жене:
- Тахесија Хариган-Скот — 60 м
- Ешли Кели — 400 м

## Резултати

### Жене
| Атлетичарка           | Дисциплина | Лични рекорд | Квалификација | Квалификација         | Полуфинале            | Полуфинале            | Финале                | Финале       | Детаљи |
| Атлетичарка           | Дисциплина | Лични рекорд | Резултат      | Место                 | Резултат              | Место                 | Резултат              | Место        | Детаљи |
| --------------------- | ---------- | ------------ | ------------- | --------------------- | --------------------- | --------------------- | --------------------- | ------------ | ------ |
| Тахесија Хариган-Скот | 60 м       | 7,09 НР      | 7,30          | 4. у гр. 5 кв         | 7,23                  | 2. у гр. 2            | Није се квалификовала | 15 / 42 (45) |        |
| Ешли Кели             | 400 м      | 53,01 НР     | 54,95         | Није се квалификовала | Није се квалификовала | Није се квалификовала | 13 / 16 (19)          |              |        |